# Sefapanosaurus
Sefapanosaurus zastronensis
Genre
Espèce
Sefapanosaurus est un genre fossile de dinosaures sauropodomorphes herbivores, rattaché aux anchisauriens et aux Sauropodiformes qui vivait à la fin du Trias supérieur et au début du Jurassique inférieur il y a environ 200 millions d'années dans les régions australes du Gondwana, correspondant maintenant à l'Afrique du Sud.
Le genre est représenté par une  espèce unique, Sefapanosaurus zastronensis,.

## Historique
Les restes fossiles de Sefapanosaurus zastronensis ont été découverts dans les années 1930 dans la province sud-africaine de l'État libre, dans la région de la petite ville de Zastron, près de la frontière avec le Lesotho. Ils ont été « redécouverts » au début des années 2010 dans les collections de l'Université du Witwatersrand à Johannesbourg, où ils avaient été mélangés avec des fossiles d'un autre sauropodomorphe : Aardonyx.

## Étymologie
Le nom de genre Sefapanosaurus vient du mot de la langue sotho du Sud « sefapano », « croix » qui rappelle la forme en croix d'un os de la cheville de l'animal, son astragale et du grec ancien « σαῦρος / saûros », « lézard », pour donner « lézard à la croix ».

## Description et datation
Sefapanosaurus  est un sauropodomorphe de taille moyenne, une forme de transition qui préfigure les grands sauropodes.
Ses restes fossiles sont constitués de quatre squelettes partiels avec plusieurs morceaux de colonne vertébrale et de membres, dont un pied gauche bien conservé. 
Ils proviennent de la formation géologique d'Elliot qui couvre un intervalle de temps s'étendant du Norien au Sinémurien, soit il y a environ il y a entre 210 et 192,9 Ma (millions d'années).
Son principal caractère autapomorphique (caractère propre au taxon) est la forme particulière « en croix » de son astragale.

### Cladogrammes
Le cladogramme réalisé par Alejandro Otero et ses collègues en 2015 lors de la description du genre, montre sa position parmi les Anchisauria :
|  | Aardonyx                                                     |
|  |                                                              |
|  | Leonerasaurus                                                |
|  |                                                              |
|  | Sefapanosaurus                                               |
|  |                                                              |
|  | \| \| Melanorosaurus \| \| \| \| \| \| Sauropoda \| \| \| \| |
|  |                                                              |
|  | Melanorosaurus                                               |
|  |                                                              |
|  | Sauropoda                                                    |
|  |                                                              |

|  | Melanorosaurus |
|  |                |
|  | Sauropoda      |
|  |                |

|  | Aardonyx                                                     |
|  |                                                              |
|  | Leonerasaurus                                                |
|  |                                                              |
|  | Sefapanosaurus                                               |
|  |                                                              |
|  | \| \| Melanorosaurus \| \| \| \| \| \| Sauropoda \| \| \| \| |
|  |                                                              |
|  | Melanorosaurus                                               |
|  |                                                              |
|  | Sauropoda                                                    |
|  |                                                              |

|  | Melanorosaurus |
|  |                |
|  | Sauropoda      |
|  |                |

|  | Aardonyx                                                     |
|  |                                                              |
|  | Leonerasaurus                                                |
|  |                                                              |
|  | Sefapanosaurus                                               |
|  |                                                              |
|  | \| \| Melanorosaurus \| \| \| \| \| \| Sauropoda \| \| \| \| |
|  |                                                              |
|  | Melanorosaurus                                               |
|  |                                                              |
|  | Sauropoda                                                    |
|  |                                                              |

|  | Melanorosaurus |
|  |                |
|  | Sauropoda      |
|  |                |

|  | Aardonyx                                                     |
|  |                                                              |
|  | Leonerasaurus                                                |
|  |                                                              |
|  | Sefapanosaurus                                               |
|  |                                                              |
|  | \| \| Melanorosaurus \| \| \| \| \| \| Sauropoda \| \| \| \| |
|  |                                                              |
|  | Melanorosaurus                                               |
|  |                                                              |
|  | Sauropoda                                                    |
|  |                                                              |

|  | Melanorosaurus |
|  |                |
|  | Sauropoda      |
|  |                |